# Wiskitno (Łódź)
Wiskitno – dawna podłódzka wieś, obecnie osiedle administracyjne (jednostka pomocnicza gminy) w południowo-wschodniej części Łodzi, w dawnej dzielnicy Górna, oraz obszar SIM, zamieszkiwane przez 3218 osób. W granice miasta Wiskitno zostało wcielone w 1988. Granice osiedla administracyjnego oraz obszaru SIM pokrywają się.
Osiedle leży na skraju miasta i graniczy z gminami Brójce i Andrespol, obejmuje obszar dawnych podłódzkich wsi – Wiskitno oraz Jędrzejów i w dużej mierze zachowało swój wiejski charakter. Do 1954 istniała gmina Wiskitno. 
- Trasa 1.4 Wiskitno-Bronisin-Grodzisko-Kalinko-Modlica-Kępica-Młynek-Tuszyn trasa 18km.

| granica           | sąsiadujące obszary SIM        | sąsiadujące osiedla administracyjne                | ulice lub inne                                                                |
| ----------------- | ------------------------------ | -------------------------------------------------- | ----------------------------------------------------------------------------- |
| północ            | Dąbrowa, Olechów (Widzew)      | Olechów-Janów i Andrzejów (Widzew), Chojny-Dąbrowa | Jędrzejowska, linia kolejowa Łódź Chojny - Łódź Widzew, Zagrodowa, Ziemiańska |
| wschód i południe | granica administracyjna miasta | granica administracyjna miasta                     | granica administracyjna miasta                                                |
| zachód            | Stare Chojny                   | Chojny                                             | Przyjacielska                                                                 |

## Historia
Wieś kapituły katedralnej krakowskiej w powiecie brzezińskim województwa łęczyckiego w końcu XVI wieku. 
Wiskitno to dawna wieś wielodrożnicowa położona na piaszczysto-żwirowych wzniesieniach. Pierwsza wzmianka o wsi pochodzi z akt kapituły krakowskiej, która w 1419 przejęła Wiskitno jako wieś szlachecką od rodziny Remiszewskich. O Wiskitnie wspomina również w swojej kronice Jan Długosz.
Od 1867 w gminie Wiskitno. W okresie międzywojennym należało do powiatu łódzkiego w woj. łódzkim. W 1921 roku wieś Wiskitno liczyła 468 mieszkańców, folwark Wiskitno I 132 mieszkańców, a folwark Wiskitno II – 22 mieszkańców. 1 września 1933 utworzono gromadę (sołectwo) Wiskitno w granicach gminy Wiskitno, składającą się ze wsi Wiskitno, wsi Wiskitno Nr 2, wsi Wiskitno Nr 5, folwarku Wiskitno, osady młynarskiej Wiskitno i Miasta-Ogrodu Wiskitno.
Podczas II wojny światowej włączone do III Rzeszy. Po wojnie Wiskitno powróciło do powiatu łódzkiego w woj. łódzkim jako jedna z 12 gromad gminy Wiskitno. 13 lutego 1946 od gromady Wiskitno wieś Wisitno Nr 2 i Miasto-Ogród Wiskitno, włączając je do Łodzi. 
W związku z reorganizacją administracji wiejskiej jesienią 1954, Wiskitno weszło w skład nowej gromady Wiskitno. W 1971 roku liczba mieszkańców wynosiła 1159.
Od 1 stycznia 1973 w gminie Brójce w powiecie łódzkim. W latach 1975–1987 miejscowość należała administracyjnie do województwa łódzkiego.
1 stycznia 1988 Wiskitno (568,55 ha) włączono do Łodzi.